# Maja Milošová
Maja Milošová (srbsky Maja Miloš, Маја Милош, * 16. května 1983, Bělehrad) je srbská režisérka a herečka. Proslavila se natočením radikálního celovečerního filmu Klip, který byl jejím režisérským debutem a získal několik ocenění. Mezi ně patří hlavní cena MFF Rotterdam, kde měl film premiéru.
V roce 2008 vystudovala katedru filmové a televizní režie na Fakultě dramatických umění v Bělehradě, k tomu navštěvovala v roce 2006 přednášky na Dokumentární filmové škole filmové fakulty La Fémis v Paříži. Během svého studia natočila 11 krátkých filmů.